# Rhionaeschna brevicercia
Rhionaeschna brevicercia är en trollsländeart som först beskrevs av Muzón och Von Ellenrieder 2001.  Rhionaeschna brevicercia ingår i släktet Rhionaeschna och familjen mosaiktrollsländor. Inga underarter finns listade i Catalogue of Life.